# Inner Wheel
L'International Inner Wheel è un'associazione femminile strettamente legata al Rotary di cui condivide ideali, finalità e obiettivi. Nasce il 10 gennaio 1924 per riunire le donne quando queste non potevano ancora partecipare ad un club Rotary. È una delle maggiori organizzazioni di volontariato femminile al mondo, che collega Socie che appartengono ai Club di diverse Nazioni, dall'Europa all'Africa, India, Filippine, Australia, Nuova Zelanda, Stati Uniti e Canada, per citarne soltanto alcune.
Si fonda sull'amicizia e sul servire individuale e collega tra loro Socie che appartengono ai Club di diverse nazioni, favorendo così la comprensione internazionale. L'Inner Wheel nel mondo è una grande, complessa, composita realtà.
Sono i legami di parentela con il Rotary, l'Inner Wheel e il Rotaract a conferire ad una Socia il diritto, il privilegio di far parte dell'Associazione.

## L'Inner Wheel nellafamiglia rotariana
L'Inner Wheel rappresenta un'associazione autonoma vicina ai club Rotary, di cui condivide lo stesso simbolo, la ruota. La traduzione, ‘Ruota interna’, ne simboleggia la matrice rotariana, la condivisione nell'agire e nel servire secondo il modello e lo stile rotariano.
Rotary e Inner Wheel hanno un loro stile di vita, inconfondibile. Quello stile che ha permesso ai Rotariani di distinguersi nell'ambito della propria professione e di essere esempio per gli altri. Ciò ha permesso alle loro consorti, madri e figlie, compagne, a quelle che hanno scelto l'Inner Wheel, un'ulteriore possibilità di essere e di agire nel nome degli stessi valori. Si tratta di valori morali universali che il Rotary e l'Inner Wheel, la ruota nella ruota, sostengono e promuovono con coerenza e determinazione.
Questi i requisiti per accedere all'Inner Wheel, come da Statuto:
Socie Attive possono continuare ad esserlo o diventarlo, a partire dai 18 anni:
a)	Donne imparentate con Rotariani/ex Rotariani.
b)	Donne imparentate con Socie Inner Wheel/ex Socie Inner Wheel.
c)	Donne che siano state invitate a diventare socie - sempre che la maggioranza del Club sia d'accordo.
L'esprit, l'anima, l'essenza dell'Inner Wheel è racchiuso nelle Finalità scritte nella pagina n. 1 dello Statuto:
1. Promuovere la vera amicizia. Amicizia ‘vera’ da esprimersi con disponibilità effettiva ad instaurare e mantenere relazioni positive e feconde.
2. Incoraggiare gli ideali di servizio individuale. Servizio da offrire all'Associazione e al Prossimo nella società.
3. Promuovere la comprensione internazionale. Comprensione internazionale volta a favorire lo spirito di amicizia, la conoscenza con altre culture e tradizioni, soprattutto la pace.
Finalità che altro non sono se non quei principi e quei valori cui ogni Socia deve conformare il proprio modo di essere e di agire, espressione di un umanesimo integrale. 
L'associazione si è negli anni strutturata ed è giunta ad una fase matura. Le esperienze accumulate in questi anni sono state per i soci fonte di impegno, passione, sacrifici e coerenza rigorosa, da cui emerge l'orgoglio legato all'appartenenza.
Ogni Inner Wheel Club effettua un incontro mensile; nelle riunioni vengono tenute, da parte di proprie socie o da parte di ospiti, delle relazioni.
Ciascun club decide in autonomia sui propri progetti e attività sociali.
Il numero minimo di Socie attive per formare un Club è dodici e lo stabilisce lo Statuto. 
L'appartenenza a un Club conferisce l'identità. Quel sentimento che accomuna tutte le Socie dell'Inner Wheel Internazionale tutto, che si riconoscono negli ideali, nei fini, negli obiettivi, nei valori, nelle norme sancite dallo Statuto.
L'appartenenza alimenta la vita interna del Club e di ogni altro organismo Inner Wheel, in qualche modo la genera, perché norme e valori, comportamenti e iniziative, producono quelle forme di identificazione necessarie affinché le Socie possano riconoscersi nelle azioni del Club (o degli altri organismi Inner Wheel) e sviluppare un'identità come unità sovraindividuale.
Nel Club convivono le singole Socie – con le loro caratteristiche, sentimenti, pensieri, esigenze, abilità – e la collegialità che agisce, produce, si muove all'unisono e si fa identificare come insieme.
L'appartenenza, poi, nell'alimentare la vita interna dell'Inner Wheel, tende a quella coesione che si manifesta nell'essere per.  Ogni Socia non fa parte dell'Inner Wheel, è l'Inner Wheel, protagonista corresponsabile di proposte, di progetti, della realizzazione di iniziative associative ai vari livelli: essere per fare.
Le vie sono molteplici, le più svariate: dalla Promozione dei Rapporti Internazionali al sostegno al service a livello locale, nazionale ed internazionale. Dalla vicinanza al Rotary International all'azione per l'Espansione Interna, per l'Espansione Esterna.
Dall'impegno nella Comunicazione, nell'Informazione alla Formazione e Aggiornamento.
Dimensione internazionale e cultura dell'internazionalità sono valori irrinunciabili. 
La comprensione internazionale è la terza finalità dell'International Inner Wheel. Una finalità che include tutte le attività svolte dall'Inner Wheel per favorire lo spirito di amicizia, la pace, la conoscenza con gente di altri Paesi, con la loro cultura e tradizioni, attraverso contatti e gemellaggi, partecipazione alle Convention o altre manifestazioni internazionali, scambi di corrispondenza, come pure attraverso la partecipazione a progetti di servizio internazionali.

## Storia
La storia di Inner Wheel cominciò in Inghilterra. Durante la prima guerra mondiale alcune mogli di Rotariani si erano accollati i compiti sociali dei propri mariti assenti. Volendo continuare la comune attività anche successivamente nel 1924 si costituì, su iniziativa di Margarette Golding, il primo Inner Wheel Club a Manchester.
L'idea di Inner Wheel si diffuse rapidamente, prima in Inghilterra, poi a livello mondiale. Nel 1934 i club fondarono l'"Association of Inner Wheel Clubs in Great Britain and Ireland", dal quale nel 1967 nacque l'organizzazione mondiale International Inner Wheel.
International Inner Wheel è un'organizzazione non governativa riconosciuta dalle Nazioni Unite con stato di osservatore permanente nel consiglio economico e sociale. Sono accreditate delle delegate Inner Wheel presso i centri ONU a Ginevra, Vienna e New York.
International Inner Wheel ha sede a Altrincham in Inghilterra; possiede uno statuto internazionale e un Organo Direttivo (Governing Body) eletto annualmente,  presieduto dalla Presidente Internazionale e composto da 5 Officers e 16 Board Directors.

## Inner Wheel in Italia
In Italia ci sono attualmente (2018) 224 Club, organizzati in 6 Distretti, con complessivamente più di 6 000 socie.